# Acta Botanica Bohemica
Acta Botanica Bohemica (abreviado Acta Bot. Bohem.) fue una revista ilustrada con descripciones botánicas que fue editada en Checoslovaquia. Se publicaron 17 números en los años  1922-1947.